# اولاد (شاهنامه)
بنابر شاهنامه فردوسی پس از اسارت  کیکاووس  در مازندران وقتی رستم برای  رهانیدن کیکاووس از چنگ دیو سپید راهی مازندران می‌شود در خان پنجم، با اولاد درگیر می‌شود، او را شکست می‌دهد. اما او را نمی‌کشد، و به او وعده می‌دهد که اگر او را به جایگاه  کیکاووس و دیو سپید  رهنمون کند، پادشاهی مازندران را به او خواهد داد. اولاد نیز هم از بیم جان و هم به طمع رسیدن به فرمانروایی مازندران رستم را در رسیدن به هدف رهنمون می‌کند. رستم که با مرگ شاه مازندران زمینه را کاملاً برای وفای به عهد خود فراهم می‌بیند به کیکاووس پیشنهاد می‌کند اولاد را به پاس خوش خدمتی به فرمانروایی مازندران بنشاند که کاووس نیز پیشنهاد او را می‌پذیرد.
| همی گشت رستم چو پیل دژم         |  | کمندی به بازو درون شصت خم     |
| به اولاد چون رخش نزدیک شد       |  | به کردار شب روز تاریک شد      |
| بیفگند رستم کمند دراز           |  | به خم اندر آمد سر سرفراز      |
| از اسپ اندر آمد دو دستش ببست    |  | به‌پیش اندر افگند و خود برنشست |
| بدو گفت اگر راست گویی سخُن       |  | ز کژی نه سر یابم از تو نه بُن  |
| نمایی مرا جای دیو سپید          |  | همان جای پولادغندی و بید      |
| به جایی که بسته‌ست کاووس کی      |  | کسی کاین بدی‌ها فگندست پی      |
| نمایی و پیدا کنی راستی          |  | نیاری به کار اندرون کاستی     |
| من این تخت و این تاج و گرز گران |  | بگردانم از شاه مازندران       |
| تو باشی برین بوم و بر شهریار    |  | ار ایدونک کژی نیاری بکار      |
| بدو گفت اولاد دل را ز خشم       |  | بپرداز و بگشای یکباره چشم     |
| تن من مپرداز خیره ز جان         |  | بیابی ز من هرچ خواهی همان     |
| ترا خانهٔ بید و دیو سپید         |  | نمایم من این را که دادی نوید  |
| به جایی که بسته‌ست کاووس شاه     |  | بگویم ترا یک‌به‌یک شهر و راه    |